# B-Juniorinnen-Bundesliga 2012/13
Die Saison 2012/13 war die erste Spielzeit der B-Juniorinnen-Bundesliga. Sie begann am 25. August 2012 und endete am 4. Mai 2013. Gespielt wurde in drei Staffeln mit jeweils zehn Mannschaften. Am Saisonende spielten die drei Staffelsieger sowie der Zweite der Staffel Süd um die Deutsche Meisterschaft. Das Halbfinale wurde in Hin- und Rückspiel, das Finale in einem Spiel ausgetragen. Die zwei letztplatzierten Mannschaften der drei Staffeln stiegen in die untergeordneten Ligen ab. Meister wurde der FC Bayern München durch einen 3:1-Endspielsieg über den FSV Gütersloh 2009.

## Staffel Nord/Nordost

### Tabelle
| Pl. | Verein                  | Sp. | S  | U | N  | Tore    | Diff. | Punkte |
| --- | ----------------------- | --- | -- | - | -- | ------- | ----- | ------ |
| 1.  | 1. FFC Turbine Potsdam  | 18  | 15 | 2 | 1  | 076:140 | +62   | 47     |
| 2.  | FF USV Jena             | 18  | 11 | 5 | 2  | 038:800 | +30   | 38     |
| 3.  | VfL Wolfsburg           | 18  | 9  | 2 | 7  | 024:260 | −2    | 29     |
| 4.  | Magdeburger FFC         | 18  | 8  | 4 | 6  | 019:140 | +5    | 28     |
| 5.  | SV Meppen               | 18  | 8  | 2 | 8  | 039:320 | +7    | 26     |
| 6.  | 1. FC Union Berlin      | 18  | 7  | 4 | 7  | 018:290 | −11   | 25     |
| 7.  | Werder Bremen           | 18  | 6  | 6 | 6  | 027:260 | +1    | 24     |
| 8.  | Holstein Kiel           | 18  | 5  | 2 | 11 | 019:340 | −15   | 17     |
| 9.  | Hamburger SV            | 18  | 4  | 3 | 11 | 020:330 | −13   | 15     |
| 10. | 1. FC Neubrandenburg 04 | 18  | 0  | 4 | 14 | 011:750 | −64   | 04     |

### Kreuztabelle
Die Kreuztabelle stellt die Ergebnisse aller Spiele dieser Saison dar. Die Heimmannschaft ist in der linken Spalte, die Gastmannschaft in der oberen Zeile aufgelistet.
| 2012/13                 | 1. FC Union Berlin | Werder Bremen | Hamburger SV | FF USV Jena | Holstein Kiel | Magdeburger FFC | SV Meppen | 1. FC Neubrandenburg 04 | 1. FFC Turbine Potsdam | VfL Wolfsburg |
| ----------------------- | ------------------ | ------------- | ------------ | ----------- | ------------- | --------------- | --------- | ----------------------- | ---------------------- | ------------- |
| 1. FC Union Berlin      |                    | 0:0           | 2:0          | 0:4         | 4:0           | 0:0             | 1:0       | 3:0                     | 1:7                    | 0:1           |
| Werder Bremen           | 4:1                |               | 1:1          | 0:0         | 2:0           | 0:0             | 3:2       | 1:0                     | 2:3                    | 0:2           |
| Hamburger SV            | 1:0                | 2:3           |              | 1:1         | 1:3           | 1:0             | 0:1       | 6:1                     | 0:3                    | 0:2           |
| FF USV Jena             | 3:0                | 1:1           | 1:0          |             | 4:0           | 1:0             | 2:0       | 6:0                     | 1:1                    | 2:0           |
| Holstein Kiel           | 0:0                | 3:2           | 0:2          | 0:5         |               | 0:1             | 1:3       | 4:0                     | 5:2                    | 1:2           |
| Magdeburger FFC         | 1:1                | 1:2           | 2:0          | 0:1         | 1:0           |                 | 3:1       | 4:0                     | 0:0                    | 2:0           |
| SV Meppen               | 0:2                | 3:1           | 4:2          | 2:2         | 0:1           | 4:0             |           | 6:0                     | 1:5                    | 4:4           |
| 1. FC Neubrandenburg 04 | 1:2                | 1:1           | 2:2          | 0:3         | 0:0           | 0:3             | 2:7       |                         | 1:9                    | 2:2           |
| 1. FFC Turbine Potsdam  | 7:0                | 2:1           | 6:1          | 1:0         | 4:1           | 3:0             | 3:0       | 13:0                    |                        | 4:0           |
| VfL Wolfsburg           | 0:1                | 4:3           | 1:0          | 2:1         | 1:0           | 0:1             | 0:1       | 3:1                     | 0:3                    |               |

### Aufstiegsrunden

#### Nord
Aus dem Bereich des Norddeutschen Fußball-Verbandes hatten nur der FFC Oldesloe 2000 aus Schleswig-Holstein, der Farmsener TV aus Hamburg und die TSG Ahlten aus Niedersachsen für die Bundesliga gemeldet. Die Mannschaften ermittelten in einer Einfachrunde einen Aufsteiger.
| Datum |                   | Ergebnis  |                   |
| ----- | ----------------- | --------- | ----------------- |
| 1.6.  | TSG Ahlten        | 8:0 (3:0) | FFC Oldesloe 2000 |
| 8.6.  | Farmsener TV      | 3:4 (1:1) | TSG Ahlten        |
| 15.6. | FFC Oldesloe 2000 | 0:7 (0:4) | Farmsener TV      |

| Pl. | Verein            | Sp. | S | U | N | Tore    | Diff. | Punkte |
| --- | ----------------- | --- | - | - | - | ------- | ----- | ------ |
| 1.  | TSG Ahlten        | 2   | 2 | 0 | 0 | 012:300 | +9    | 06     |
| 2.  | Farmsener TV      | 2   | 1 | 0 | 1 | 010:400 | +6    | 03     |
| 3.  | FFC Oldesloe 2000 | 2   | 0 | 0 | 2 | 000:150 | −15   | 0      |

#### Nordost
Aus dem Bereich des Nordostdeutschen Fußball-Verbandes hatten nur der 1. FC Lübars aus Berlin und der 1. FC Lokomotive Leipzig aus Sachsen für die Bundesliga gemeldet. Beide Mannschaften ermittelten in Hin- und Rückspiel einen Aufsteiger.
| Datum   |              | Gesamt |                          | Hinspiel  | Rückspiel |
| ------- | ------------ | ------ | ------------------------ | --------- | --------- |
| 2./9.6. | 1. FC Lübars | 2:8    | 1. FC Lokomotive Leipzig | 1:3 (0:1) | 1:5 (0:4) |

## Staffel West/Südwest

### Tabelle
| Pl. | Verein                     | Sp. | S  | U | N  | Tore    | Diff. | Punkte |
| --- | -------------------------- | --- | -- | - | -- | ------- | ----- | ------ |
| 1.  | FSV Gütersloh 2009         | 18  | 15 | 3 | 0  | 061:600 | +55   | 48     |
| 2.  | 1. FC Saarbrücken          | 18  | 12 | 3 | 3  | 046:160 | +30   | 39     |
| 3.  | SGS Essen                  | 18  | 12 | 2 | 4  | 040:210 | +19   | 38     |
| 4.  | VfL Bochum                 | 18  | 9  | 4 | 5  | 033:250 | +8    | 31     |
| 5.  | 1. FC Köln                 | 18  | 6  | 5 | 7  | 025:280 | −3    | 23     |
| 6.  | Bayer 04 Leverkusen        | 18  | 7  | 2 | 9  | 027:320 | −5    | 23     |
| 7.  | SC 07 Bad Neuenahr         | 18  | 5  | 7 | 6  | 023:280 | −5    | 22     |
| 8.  | Herforder SV               | 18  | 4  | 3 | 11 | 021:330 | −12   | 15     |
| 9.  | Borussia Mönchengladbach 1 | 18  | 2  | 5 | 11 | 016:480 | −32   | 11     |
| 10. | FCR 2001 Duisburg          | 18  | 0  | 2 | 16 | 009:640 | −55   | 02     |

### Kreuztabelle
Die Kreuztabelle stellt die Ergebnisse aller Spiele dieser Saison dar. Die Heimmannschaft ist in der linken Spalte, die Gastmannschaft in der oberen Zeile aufgelistet.
| 2012/13                  | VfL Bochum | FCR 2001 Duisburg | SGS Essen | FSV Gütersloh 2009 | Herforder SV | 1. FC Köln | Bayer 04 Leverkusen | Borussia Mönchengladbach | SC 07 Bad Neuenahr | 1. FC Saarbrücken |
| ------------------------ | ---------- | ----------------- | --------- | ------------------ | ------------ | ---------- | ------------------- | ------------------------ | ------------------ | ----------------- |
| VfL Bochum               |            | 4:1               | 2:1       | 0:2                | 2:1          | 3:1        | 3:0                 | 3:1                      | 0:0                | 0:0               |
| FCR 2001 Duisburg        | 1:4        |                   | 0:2       | 0:10               | 0:5          | 0:0        | 1:4                 | 0:2                      | 3:6                | 1:3               |
| SGS Essen                | 4:3        | 3:1               |           | 0:1                | 2:1          | 4:3        | 2:0                 | 3:0                      | 2:0                | 2:0               |
| FSV Gütersloh 2009       | 4:0        | 2:0 2             | 0:0       |                    | 4:0          | 0:0        | 3:1                 | 8:2                      | 4:0                | 2:0               |
| Herforder SV             | 1:2        | 3:0               | 1:2       | 0:7                |              | 2:2        | 0:1                 | 1:0                      | 1:1                | 0:2               |
| 1. FC Köln               | 2:1        | 5:0               | 0:3       | 1:1                | 1:0          |            | 2:1                 | 0:1                      | 1:2                | 1:2               |
| Bayer 04 Leverkusen      | 2:1        | 2:1               | 2:0       | 1:4                | 0:3          | 1:2        |                     | 4:1                      | 4:1                | 1:4               |
| Borussia Mönchengladbach | 2:2        | 0:0               | 2:8       | 1:3                | 0:0          | 0:2        | 1:1                 |                          | 0:0                | 1:2               |
| SC 07 Bad Neuenahr       | 1:2        | 1:0               | 1:1       | 0:4                | 3:0          | 2:2        | 1:1                 | 4:1                      |                    | 0:2               |
| 1. FC Saarbrücken        | 1:1        | 8:0               | 4:1       | 0:2                | 4:2          | 5:0        | 2:1                 | 7:1                      | 0:0                |                   |

## Staffel Süd

### Tabelle
| Pl. | Verein                  | Sp. | S  | U | N  | Tore    | Diff. | Punkte |
| --- | ----------------------- | --- | -- | - | -- | ------- | ----- | ------ |
| 1.  | 1. FFC Frankfurt        | 18  | 16 | 1 | 1  | 057:100 | +47   | 49     |
| 2.  | FC Bayern München       | 18  | 14 | 1 | 3  | 062:160 | +46   | 43     |
| 3.  | VfL Sindelfingen        | 18  | 13 | 1 | 4  | 044:210 | +23   | 40     |
| 4.  | 1. FC Nürnberg          | 18  | 12 | 2 | 4  | 052:170 | +35   | 38     |
| 5.  | TSG 1899 Hoffenheim (M) | 18  | 7  | 3 | 8  | 031:300 | +1    | 24     |
| 6.  | SC Freiburg             | 18  | 6  | 4 | 8  | 037:340 | +3    | 22     |
| 7.  | SV Alberweiler          | 18  | 6  | 3 | 9  | 027:340 | −7    | 21     |
| 8.  | SV Frauenbiburg         | 18  | 4  | 0 | 14 | 024:600 | −36   | 12     |
| 9.  | ETSV Würzburg           | 18  | 3  | 0 | 15 | 020:670 | −47   | 09     |
| 10. | Eintracht Frankfurt     | 18  | 1  | 1 | 16 | 010:750 | −65   | 04     |

| (M) | Deutscher Meister der Vorsaison |

### Kreuztabelle
Die Kreuztabelle stellt die Ergebnisse aller Spiele dieser Saison dar. Die Heimmannschaft ist in der linken Spalte, die Gastmannschaft in der oberen Zeile aufgelistet.
| 2012/13             | SV Alberweiler |     | 1. FFC Frankfurt | SV Frauenbiburg |     | TSG 1899 Hoffenheim | FC Bayern München | 1. FC Nürnberg | VfL Sindelfingen | ETSV Würzburg |
| ------------------- | -------------- | --- | ---------------- | --------------- | --- | ------------------- | ----------------- | -------------- | ---------------- | ------------- |
| SV Alberweiler      |                | 5:0 | 0:3              | 4:0             | 1:1 | 2:4                 | 1:0               | 0:3            | 2:3              | 5:1           |
| Eintracht Frankfurt | 0:0            |     | 1:2              | 0:3             | 1:2 | 0:2                 | 0:11              | 0:6            | 1:2              | 2:1           |
| 1. FFC Frankfurt    | 3:0            | 6:0 |                  | 5:0             | 3:0 | 3:1                 | 3:2               | 3:1            | 2:1              | 3:0           |
| SV Frauenbiburg     | 1:2            | 4:2 | 0:5              |                 | 1:3 | 1:2                 | 4:7               | 1:5            | 1:6              | 1:3           |
| SC Freiburg         | 0:1            | 5:0 | 1:1              | 2:3             |     | 4:0                 | 1:3               | 2:2            | 2:3              | 5:1           |
| TSG 1899 Hoffenheim | 1:1            | 6:1 | 0:1              | 5:1             | 1:1 |                     | 0:3               | 0:1            | 2:2              | 4:1           |
| FC Bayern München   | 4:0            | 5:0 | 0:2              | 3:0             | 4:0 | 3:0                 |                   | 3:1            | 4:0              | 5:1           |
| 1. FC Nürnberg      | 2:1            | 8:1 | 0:1              | 4:0             | 8:0 | 1:0                 | 2:2               |                | 0:1              | 4:0           |
| VfL Sindelfingen    | 5:0            | 5:1 | 2:1              | 2:0             | 1:0 | 2:0                 | 0:1               | 1:2            |                  | 3:2           |
| ETSV Würzburg       | 3:2            | 2:0 | 1:10             | 0:3             | 0:8 | 2:3                 | 1:2               | 1:2            | 0:5              |               |

### Aufstiegsrunde
An der Aufstiegsrunde nehmen der TSV Schwaben Augsburg aus Bayern, der TSV Jahn Calden aus Hessen und der TSV Tettnang aus Baden-Württemberg teil.
| Datum |                       | Ergebnis  |                       |
| ----- | --------------------- | --------- | --------------------- |
| 9.6.  | TSV Jahn Calden       | 2:4 (2:2) | TSV Schwaben Augsburg |
| 15.6. | TSV Schwaben Augsburg | 1:2 (1:1) | TSV Tettnang          |
| 22.6. | TSV Tettnang          | 4:2 (1:0) | TSV Jahn Calden       |

| Pl. | Verein                | Sp. | S | U | N | Tore    | Diff. | Punkte |
| --- | --------------------- | --- | - | - | - | ------- | ----- | ------ |
| 1.  | TSV Tettnang          | 2   | 2 | 0 | 0 | 006:300 | +3    | 06     |
| 2.  | TSV Schwaben Augsburg | 2   | 1 | 0 | 1 | 005:400 | +1    | 03     |
| 3.  | TSV Jahn Calden       | 2   | 0 | 0 | 2 | 004:800 | −4    | 0      |

## Endrunde um die Deutsche B-Juniorinnen-Meisterschaft 2013
Folgende Mannschaften qualifizierten sich sportlich für die Endrundenspiele:
- Meister der Staffel Nord/Nordost: 1. FFC Turbine Potsdam
- Meister der Staffel West/Südwest: FSV Gütersloh 2009
- Meister der Staffel Süd: 1. FFC Frankfurt
- Vizemeister der Staffel Süd: FC Bayern München

### Halbfinale
| Datum     |                   | Gesamt |                        | Hinspiel  | Rückspiel |
| --------- | ----------------- | ------ | ---------------------- | --------- | --------- |
| 18./25.5. | FC Bayern München | 8:2    | 1. FFC Turbine Potsdam | 2:1 (0:1) | 6:1 (6:0) |
| 18./25.5. | 1. FFC Frankfurt  | 1:2    | FSV Gütersloh 2009     | 1:0 (0:0) | 0:2 (0:2) |

### Finale
| FSV Gütersloh 2009                                | FSV Gütersloh 2009 | FC Bayern München | FC Bayern München |
| ------------------------------------------------- | --- | --- | ----------------- |
| FSV Gütersloh 2009                                | \| Finale \| \| 1. Juni 2013 in Rheda-Wiedenbrück (Tönnies-Arena) \| \| Ergebnis: 1:3 (1:1) \| \| Zuschauer: 1.024 \| \| Schiedsrichterin: Sandra Blumenthal (Pritzwalk) \| | \| Finale \| \| 1. Juni 2013 in Rheda-Wiedenbrück (Tönnies-Arena) \| \| Ergebnis: 1:3 (1:1) \| \| Zuschauer: 1.024 \| \| Schiedsrichterin: Sandra Blumenthal (Pritzwalk) \| | FC Bayern München |
| FSV Gütersloh 2009                                | Vivien Brandt – Frederike Kempe, Wiebke Tepe (50. Laura Liedmeier), Lisanne Kleygrewe (73. Franziska Weißhaar), Patricia Pape, Melanie Ott, Nina Ehegötz, Katharina Boedeker, Kim Melissa Breulmann (64. Josephine Giard), Lara Hohm, Carolin Turck (60. Angel Anni Theiß) Cheftrainer: Christian Franz-Pohlmann | Franziska Maier – Franziska Reiter, Andrea Viehl (80. Ivana Slipčević), Kristina Schuster, Anna Schlarb, Jenny Gaugigl (70. Isabella Hartig), Ricarda Walkling, Carolin Bader, Elisabeth Mayr (80. Leonie Kreil), Alea Röger (63. Lisa Flötzner), Jana Kappes Cheftrainerin: Roswitha Bindl | FC Bayern München |
| FSV Gütersloh 2009                                | 1:0 Ehegötz (2.) | 1:1 Walkling (12.) 1:2 Bader (51.) 1:3 Gaugigl (57.) | FC Bayern München |
| Finale                                            | | |                   |
| 1. Juni 2013 in Rheda-Wiedenbrück (Tönnies-Arena) | | |                   |
| Ergebnis: 1:3 (1:1)                               | | |                   |
| Zuschauer: 1.024                                  | | |                   |
| Schiedsrichterin: Sandra Blumenthal (Pritzwalk)   | | |                   |